# Der Mord als schöne Kunst betrachtet
Kunst des Mordes (auch Der Mord als schöne Kunst betrachtet) ist ein Essay des englischen Autors Thomas De Quincey, in dem er ausführt, dass Mord eine Kunstform darstellen kann. Seine gedankliche Voraussetzung ist, dass Kunst als amoralisch angesehen wird und nur der Ästhetik verpflichtet ist.
De Quincey, der durch die Darstellung seiner Opium-Sucht in seinem Buch Bekenntnisse eines englischen Opiumessers bekannt geworden ist, veröffentlichte seinen Essay 1827 im Februarheft des Londoner Blackwoods Magazine. Ironisch merkt er an:
If once a man indulges in murder, very soon he comes to think little of robbing; and from robbing he comes next to drinking and sabbath-breaking, and from that to incivility and procrastination.
De Quinceys Thema ist nicht die Beobachtung, Verfolgung und Bestrafung von Mördern, sondern die Betrachtung des Mordes nach ästhetischen Kriterien, wie ein Werk der schönen Künste: Nachdem der Moral genüge getan worden sei, könne der Connaisseur innehalten, um den Grad an Brutalität oder Finesse in der Ausführung des Verbrechens zu bewerten, so wie bei jeder anderen menschlichen Äußerung.

## Rezeption
De Quinceys Essay war von großem Einfluss auf die Kriminal- und Schauerliteratur von Poe und Baudelaire, der De Quincey intensiv gelesen hat bis zu den Surrealisten Borges oder André Breton, der ein Vorwort zur Übersetzung des Buchs ins Spanische geschrieben und ihn in seine Anthologie des Schwarzen Humors aufgenommen hat.
Der Literaturkritiker Joachim Kalka nennt De Quincey in einer Spiegel-Rezension den „Schutzheiligen des Kriminalromans“ und „all der Texte, die den Mord ästhetisch auffassen, als Problem mit eleganter Lösung. De Quincey wirft uns beiläufig zurück auf die eigentlich ängstigende Frage, bei der die Gemütlichkeit aufhört: Was gefällt uns daran so sehr?“
De Quinceys Idee hat zumindest einen realen Mord inspiriert, den von Leopold und Loeb begangenen Mord an Bobby Franks, darüber hinaus eine Reihe von Büchern und Filmen, wie Alfred Hitchcocks Film Cocktail für eine Leiche (Rope), Meyer Levins Roman und Film Compulsion und den Roman Der Opiummörder von David Morrell, in dem der Autor De Quincey eine der Hauptfiguren ist.
Der Titel von Peter Whiteheads Film „Terrorism Considered as One of the Fine Arts“ (2009) spielt auf De Quinceys Essay an. Whitehead selbst sagt zu seinem Film „Das zentrale Element des Films ist der Mord eines 'idealen' Opfers. Ich wollte den Einfluss der CIA auf die britische Kultur untersuchen, der auf Fehlinformationen basiert. Ich ließ mich von Thomas De Quinceys beiden Romanen „Confessions of an English Opium Eater“ und „On Murder Considered as one of the Fine Arts“ inspirieren, und ich denke, es geht um Angst und Kontrolle. Oder besser gesagt: um die Angst, die der Staat verbreitet, um die Kontrolle zu übernehmen.“

## Ausgaben
- Erstabdruck: On Murder Considered as One of the Fine Arts. Essay. In: Blackwood’s Magazine. 1827. Eine zweite, um ein Nachwort ergänzte Fassung, erschien 1839, der 1854 eine weitere, durch ein post scriptum erweiterte folgte.
- Deutsche Erstausgabe: Der Mord als schöne Kunst betrachtet. Übersetzt von Alfred Peuker. Vorwort von David Masson. Bruns, Minden um 1920.
- Der Mord als eine schöne Kunst betrachtet. Nach der Übersetzung von Alfred Peuker bearbeitet von Ursula Fischer. Hrsg. und eingeleitet von Norbert Kohl. Insel-Verlag, Frankfurt am Main 1983, ISBN 3-458-31958-1.
- Der Mord als eine schöne Kunst betrachtet. Neubearbeitung von Gerhild Tieger. Autorenhaus Verlag, 2004, ISBN 3-932909-42-9.